# Costa Ricaans honkbalteam

Vlag van Costa Rica.

Het Costa Ricaans honkbalteam is het nationale honkbalteam van Costa Rica. Het team vertegenwoordigt Costa Rica tijdens internationale wedstrijden. Het Costa Ricaanse honkbalteam hoort bij de Pan-Amerikaanse Honkbal Confederatie (COPABE). 

## Wereldkampioenschappen
Costa Rica nam 8 maal deel aan de wereldkampioenschappen honkbal. De vijfde plaats in de eindrangschikking van 1961 was de hoogste klassering.
| Editie    | 1945 | 1947 | 1950 | 1951 | 1952 | 1961 | 1972 | 1973 ** |
| Prestatie | 6e   | 8e   | 11e  | 6e   | 11e  | 5e   | 13e  | 9e      |

**  = WK in Nicaragua